# Lars Österlind
Lars Österlind (ur. 8 maja 1945) – szwedzki steward podczas Grand Prix Formuły 1.

## Życiorys
Lars Österlind po ukończeniu szkoły przed podjęciem decyzji, że chce rozpocząć karierę w dziedzinie zarządzania pracował jako nauczyciel języka. Studiował nauki społeczne na Uniwersytecie w Sztokholmie, które ukończył z dyplomem magistrackim, rozpoczął nauczanie technik zarządzania. Przez pięć lat pracował w Szwedzkiej Federacji Pracowników (Swedish Federation of Employers).
W latach 1978–1982 był w Szwedzkiej Komisji ds. Rajdów.
Österlind był fanem wyścigów i rajdów, dlatego wstąpił do Svenska Bilsportforbundet – szwedzkich narodowych władz sportowych ds. silnika, w 1982 roku został jego prezesem.
W latach 1982–1996 był prezydentem Szwedzkiej Federacji Sportów Motorowych.
W 1985 roku zdobył mandat w Światowej Radzie Sportów Motorowych, między 1985 i 1998 był na głównej pozycji w polityce międzynarodowych sportów motorowych.
Wraz ze wzrostem zobowiązań międzynarodowych, postanowił rozpocząć własną działalność gospodarczą oraz stworzył książki i wideo, specjalizujące się w zakresie zarządzania.
Wspierał Maxa Mosleya, kiedy ten w 1991 roku próbował obalić prezydenta FIA – Jean-Marie Balestre. Kiedy Mosley został prezydentem, Österlind był wiceprezydentem oraz stał się jednym z najlepszych nazwisk FIA.
Österlind jest stewardem podczas czterech Grand Prix Formuły 1 w sezonie, wystąpił w ponad 100 GP.
Był stewardem w Rajdowych Mistrzostwach Świata, wystąpił podczas ponad 90 GP.
Wraz z Derekiem Warwickiem i Vincenzo Spano był sędzią wyścigowym podczas Grand Prix Japonii w 2012 roku.